# 로마노 플로리아니 무솔리니
로마노 플로리아니 무솔리니(이탈리아어: Romano Floriani Mussolini, 2003년 1월 27일 ~ )는 이탈리아의 축구 선수로, 현재 세리에 A의 크레모네세에서 라이트백 또는 측면 미드필더로 뛰고 있다.
피아니스트 로마노 무솔리니의 외손자이자 이탈리아 파시스트 독재자 베니토 무솔리니의 손녀인 정치인 알레산드라 무솔리니의 아들이다. 외증조할아버지가 베니토 무솔리니인 탓에, 디에고 마라도나의 아들인 디에고 시나그라처럼, 본인의 행동이 아니라 가족 때문에 유명해진 인물이다.

## 가족
- 외증조할아버지 : 베니토 무솔리니(Benito Mussolini), 독재자(1883년 ~ 1945년)
  - 외할아버지 : 로마노 무솔리니(Romano Mussolini), 화가·피아니스트·예술인(1927년 ~ 2006년)
    - 어머니 : 알레산드라 무솔리니, 정치인(1962년 12월 30일~)
      - 누나 : 카테리나 무솔리니
      - 누나 : 클라리사 무솔리니